# Dina Garípova
Dina Faguímovna Garípova (en rus: Дина Фагимовна Гарипова; Zelenodolsk, 25 de març de 1991) és una cantant russa d'ascendència tàtara. El 2012, va guanyar la versió russa del concurs The Voice, anomenat Golos. L'any següent, va ser triada per a representar el seu país en el Festival de la Cançó d'Eurovisió 2013, que es va celebrar a la ciutat de Malmö, Suècia, amb la cançó «What if», quedant en cinquè lloc malgrat que el govern rus, a través del seu Ministre d'Afers exteriors, Serguei Lavrov, va denunciar que havien robat vots a la seva representant.

## Biografia
Garípova va néixer el 25 de març de 1991 a Zelenodolsk, a la República de Tatarstan, en una família de metges.
Als sis anys, va començar a estudiar cant al Teatre Zolotoi Mikrofon, amb la professora Elena Antonova. Va estudiar periodisme a la Universitat Estatal de Kazan. Després de graduar-se, va fer una gira pel Tatarstan amb el cantant Gabdelfat Safin.

## Discografia
- Два шага до любви (Universal Music, 2004)